# 蓬泰基亚纳莱
蓬泰基亚纳莱（義大利語：Pontechianale），是意大利库内奥省的一个市镇。总面积94平方公里，人口202人，人口密度2.1人/平方公里（2009年）。ISTAT代码为004172。